# Salvi Almató i Espinach
Salvi Almató i Espinach († 25 de febrer de 1958) va ser alcalde accidental d'Esplugues de Llobregat l'octubre de 1945, entre els dies 11 i 20 d'aquell mes, a causa de la renúncia de Josep Mañé i Baleta. El va succeir Josep Martí i Brillas, que va estar-se pocs mesos al capdavant del consistori. Salvi Almató havia accedit al càrrec perquè era primer tinent d'alcalde. En el moment de la seva mort, era jutge de pau d'Esplugues.